# Lijst van Belgische ministers van Pensioenen
Dit is een lijst van Belgische ministers en staatssecretarissen van Pensioenen.

## Lijst
| Nr.                                         | Minister/Staatssecretaris | Minister/Staatssecretaris       | Partij | Partij   | Begin            | Einde            | Regering(en)                                 | Bevoegdheid                                                                                              |
| ------------------------------------------- | ------------------------- | ------------------------------- | ------ | -------- | ---------------- | ---------------- | -------------------------------------------- | --- |
| 1                                           |                           | Joseph Merlot (1886-1959)       |        | PSB      | 27 november 1948 | 11 augustus 1949 | Spaak IV                                     | Minister van Pensioenen                                                                                  |
| vacant (11 augustus 1949 - 8 december 1976) |                           |                                 |        |          |                  |                  |                                              | |
| 2                                           |                           | Robert Moreau (1915-2006)       |        | RW       | 8 december 1976  | 4 maart 1977     | Tindemans II                                 | Minister van Pensioenen                                                                                  |
| 3                                           |                           | Marcel Plasman (1924-2020)      |        | PSC      | 6 maart 1977     | 3 juni 1977      | Tindemans III                                | Minister van Pensioenen                                                                                  |
| 4                                           |                           | Jos Wijninckx (1931-2009)       |        | BSP      | 3 juni 1977      | 3 april 1979     | Tindemans IV en Vanden Boeynants II          | Minister van Pensioenen                                                                                  |
| 5                                           |                           | Alfred Califice (1916-1999)     |        | PSC      | 3 april 1979     | 18 mei 1980      | Martens I en II                              | Minister van Pensioenen                                                                                  |
| 6                                           |                           | Herman De Croo (1937)           |        | PVV      | 18 mei 1980      | 22 oktober 1980  | Martens III                                  | Minister van Pensioenen                                                                                  |
| 7                                           |                           | Pierre Mainil (1925-2013)       |        | PSC      | 22 oktober 1980  | 9 mei 1988       | Martens IV, M. Eyskens, Martens V, VI en VII | Minister van Pensioenen (tot 17 december 1981) Staatssecretaris voor Pensioenen (vanaf 17 december 1981) |
| 8                                           |                           | Alain Van der Biest (1943-2002) |        | PS       | 9 mei 1988       | 2 mei 1990       | Martens VIII                                 | Minister van Pensioenen                                                                                  |
| 9                                           |                           | Leona Detiège (1942)            |        | SP       | 9 mei 1988       | 21 januari 1992  | Martens VIII, IX                             | Staatssecretaris voor Pensioenen                                                                         |
| 10                                          |                           | Gilbert Mottard (1926-2011)     |        | PS       | 2 mei 1990       | 7 maart 1992     | Martens VIII, IX                             | Minister van Pensioenen                                                                                  |
| 11                                          |                           | Freddy Willockx (1947-2024)     |        | SP       | 7 maart 1992     | 18 juli 1994     | Dehaene I                                    | Minister van Pensioenen                                                                                  |
| 12                                          |                           | Marcel Colla (1943)             |        | SP       | 18 juli 1994     | 1 juni 1999      | Dehaene I en II                              | Minister van Pensioenen                                                                                  |
| 13                                          |                           | Jan Peeters (1963)              |        | SP       | 1 juni 1999      | 12 juli 1999     | Dehaene II                                   | Minister van Pensioenen                                                                                  |
| 14                                          |                           | Frank Vandenbroucke (1955)      |        | SP/sp.a  | 12 juli 1999     | 18 juli 2004     | Verhofstadt I en II                          | Minister van Pensioenen                                                                                  |
| 15                                          |                           | Bruno Tobback (1969)            |        | sp.a     | 18 juli 2004     | 21 december 2007 | Verhofstadt II                               | Minister van Pensioenen                                                                                  |
| 16                                          |                           | Christian Dupont (1947)         |        | PS       | 21 december 2007 | 20 maart 2008    | Verhofstadt III                              | Minister van Pensioenen                                                                                  |
| 17                                          |                           | Marie Arena (1966)              |        | PS       | 20 maart 2008    | 17 juli 2009     | Leterme I en Van Rompuy                      | Minister van Pensioenen                                                                                  |
| 18                                          |                           | Michel Daerden (1949-2012)      |        | PS       | 17 juli 2009     | 6 december 2011  | Van Rompuy en Leterme II                     | Minister van Pensioenen                                                                                  |
| 19                                          |                           | Vincent Van Quickenborne (1973) |        | Open Vld | 6 december 2011  | 18 oktober 2012  | Di Rupo                                      | Minister van Pensioenen                                                                                  |
| 20                                          |                           | Alexander De Croo (1975)        |        | Open Vld | 18 oktober 2012  | 11 oktober 2014  | Di Rupo                                      | Minister van Pensioenen                                                                                  |
| 21                                          |                           | Daniel Bacquelaine (1952)       |        | MR       | 11 oktober 2014  | 1 oktober 2020   | Michel I, II, Wilmès I, II                   | Minister van Pensioenen                                                                                  |
| 22                                          |                           | Karine Lalieux (1964)           |        | PS       | 1 oktober 2020   | 3 februari 2025  | De Croo                                      | Minister van Pensioenen                                                                                  |
| 23                                          |                           | Jan Jambon (1960)               |        | N-VA     | 3 februari 2025  | heden            | De Wever                                     | Minister van Pensioenen                                                                                  |